# HD12098
HD12098 є подвійною зорею. 
Дана подвійна система має видиму зоряну величину в смузі V приблизно 8,1.

## Подвійна зоря
Головна зоря цієї системи належить до хімічно пекулярних зір й має спектральний клас F0.
В той же час спектральний клас іншої компоненти залишається  ще не визначеним.

## Пекулярний хімічний вміст
Виявлений високий вміст літію, вище космічного, у трьох плямах, пов'язаних з полюсами магнітного поля, в атмосфері roAp зорі північного неба HD12098.